# Eduardo Ladislao Holmberg
Eduardo Ladislao Holmberg (Buenos Aires, 27 de junio de 1852 - Buenos Aires, 4 de noviembre de 1937) fue un médico, naturalista y escritor argentino. Hijo del aficionado a la botánica Eduardo Wenceslao Holmberg y nieto del barón de Holmberg, que acompañara en sus campañas a Manuel Belgrano e introdujera en la Argentina el cultivo de la camelia, fue una de las principales figuras de las ciencias naturales en el país, compendiando por primera vez la biodiversidad de su territorio. Fue además un prolífico literato y pionero de la ciencia ficción en su país.

## Juventud
Procedente de familia burguesa y de origen austriaco, Holmberg dominaba el inglés, el francés y el alemán ya cuando se inscribió en la Facultad de Medicina de la Universidad de Buenos Aires. Se había criado en estrecho contacto con los jardines y la nutrida bibliografía de su padre, entrando tempranamente en materia de botánica y entomología. Aprendió rápidamente un elegante latín, imprescindible en los estudios científicos en la época.
Se doctoraría en 1880 con una tesis sobre el fosfeno, pero jamás ejercería la profesión. Pese al escaso prestigio con que contaba por entonces la historia natural, ya desde hacía cerca de una década se había abocado a estudios en este sentido, que comenzó tomando apuntes sobre la fauna y la flora patagónicas que documentó en su Viajes por la Patagonia, de 1872. A partir de 1874 se abocó al estudio de los arácnidos, publicando en la década siguiente numerosos estudios sobre estos artrópodos que fundaron la disciplina en el país; ese mismo año contrajo matrimonio con Magdalena Jorge, una joven de Buenos Aires. Publicó en los Anales de la Agricultura Argentina y el Periódico Zoológico, dos de las publicaciones científicas más importantes de la época en el país, describiendo especies e investigando el efecto de su presencia en la actividad agrícola.
En 1877 complementó su viaje a la Patagonia con una expedición al norte, en la que recorrió el Chaco, el altiplano andino y Cuyo. Las descripciones botánicas y zoológicas que recogió en este viaje se publicaron reseñadas en el Boletín del Consejo de Educación, y luego desembocaron en estudios editados a través de la Academia de Ciencias de Córdoba, los Anales de la Sociedad Científica Argentina y la revista de la Sociedad Geográfica Argentina, además del libro Mamíferos y aves de Salta.
En 1878, junto con el entomólogo Enrique Lynch Arribálzaga, fundó la primera revista dedicada en exclusiva a la biología en Argentina, El Naturalista Argentino; solo se publicó un número de ésta, pero la calidad del material llevó a que numerosas instituciones científicas de todo el mundo, entre ellas el British Museum, requiriesen ejemplares. La experiencia se traduciría luego en una importante colaboración con la Revista Americana de Historia Natural, fundada en 1891 por Florentino Ameghino.

## Investigación y magisterio
Holmberg abandonó relativamente temprano el estudio de las arañas, pero abordó con entusiasmo la exploración de la diversidad biológica argentina. A partir de 1881 exploraría sistemáticamente todos los biomas del país, recogiendo el resultado de sus investigaciones en los monumentales Resultados científicos, especialmente zoológicos y botánicos de los tres viajes llevados a cabo en 1881, 1882 y 1883 a la sierra de Tandil. La exploración del Chaco la abordó en compañía de Ameghino, dando inicio a una larga y fructífera colaboración. Realizó nuevas expediciones científicas a la sierra de Tandil (1883), al Chaco (1885), a Misiones (1897) y a Mendoza.

### El Jardín Zoológico
En 1888 fue nombrado director del Jardín Zoológico de Buenos Aires, al que dio un gran impulso, tanto en materia de colecciones como infraestructura. Fundado durante el gobierno de Domingo Faustino Sarmiento, el zoológico no contaba aún siquiera con un plano definitivo. Holmberg designó una comisión a tal efecto, integrada por Florentino Ameghino, Carlos Berg y Lynch Arribálzaga, a la que se debe el trazado actual casi en su totalidad. Ocuparía el cargo hasta 1904, cuando se alejaría por su desacuerdo con las autoridades municipales.
El predio del Jardín Zoológico era un bajío pantanoso, cortado por las vías del Ferrocarril del Norte y ocupado en parte por un club de tiro. Holmberg contó con total libertad para las obras, que conllevaron el traslado del ferrocarril, el relleno del terreno, la diagramación del paseo y la construcción de los pabellones; suya fue la idea de diseñarlos de acuerdo a la arquitectura de su región de origen, construyendo fantásticos alojamientos de gran valor arquitectónico. El mayor de ellos no se había concluido aun cuando acabó su tarea; se trata del templo hindú destinado a alojar a los elefantes, réplica diseñada por Vicente Cestari del Templo de la Diosa Nimaschi de Bombay.
Con la idea de conformar una fuente de formación zoológica de gran diversidad, Holmberg adquirió especies europeas, africanas y asiáticas para complementar la rica fauna del interior del país.
Implementó cambios en el trato y alimentación de las fieras, mejoró la visibilidad de éstas para el público, y alentó el papel de difusión científica del zoológico antes que el puramente recreativo; dotó al mismo de guías ilustradas, catálogos y planos con información taxonómica, y editó la Revista del Jardín Zoológico de Buenos Ayres, con gran cantidad de material original. De publicación mensual, colaboraron en ella Ameghino, Juan Bautista Ambrosetti y Lynch Arribálzaga, amén del propio Holmberg, entre otros destacados científicos.

### Actividad universitaria
Holmberg enseñó historia natural en la Escuela Normal de Profesores y en la Facultad de Ciencias Exactas, Físicas y Naturales de la UBA, así como física y química. Fue elegido miembro de número de la Academia de la Facultad de Ciencias Físico-Matemáticas el 12 de julio de 1890. Creó el Laboratorio de Historia Natural de la UBA, y fue el primer argentino en dirigir ese departamento. Publicó además numerosas obras de consulta; su monumental La fauna y la flora, que compendiaba las especies conocidas del país, fue la referencia principal en esa área durante medio siglo, y su Botánica Elemental, con medio millar de ilustraciones originales, fue el texto de consulta obligatorio para los estudiantes. Su Flora de la República Argentina sentó los principios de la fitogeografía del territorio.

### La literatura
Holmberg comenzó a publicar sus devaneos literarios hacia 1872; simultáneamente con sus Viajes por la Patagonia verían la luz sus primeras obras líricas. La poesía ocupó sólo una pequeña parte de su producción literaria, destacándose el largo poema Lin-Calel, escrito en endecasílabos encadenados. Más prolífica fue su obra narrativa; fue el fundador del género de la ciencia ficción en el país, con la novela El viaje maravilloso del señor Nic-Nac, que apareció en 1875. Lejos del formato duro que adoptaría el género en el siglo siguiente, la ciencia ficción fue para Holmberg una excusa para ejercer la crítica de costumbres, la ironía moral y la especulación en clave darwinista; en esta novela, el señor Nic-Nac viajaba a Marte de forma astral, y sus desventuras en aquel planeta permitían a Holmberg burlarse de sus contemporáneos.
Volvería a Marte en Insomnio, de 1876, y abordaría luego una temática fantástica en La pipa de Hoffman, especulando sobre los efectos de las drogas. De 1879 data Horacio Kalibang o los autómatas, una obra de avanzada sobre la posibilidad de la fabricación de robots. Fundó además el género policial en Argentina con su célebre La bolsa de huesos, y sus escritos se basaron en Charles Dickens, por quien sentía gran admiración. La perspectiva sociocrítica de su literatura se hacía patente en la utopía política Olimpio Pitango de Monalia, que no publicó en vida y permaneció inédita hasta 1994.

## Retiro
Se retiró de la docencia universitaria el 28 de septiembre de 1915, recibiendo el homenaje de la Sociedad Científica Argentina; su despedida estuvo ornada por discursos de Leopoldo Lugones y del principal discípulo de Holmberg, Cristóbal M. Hicken. La Academia Argentina de Ciencias lo nombraría su presidente honorario; la de Medicina le daría plaza de académico honorario, y el Museo de Historia Natural el título de "protector". Al cumplir los 75 años el Consejo Deliberante de la ciudad de Buenos Aires creó un premio que lleva su nombre.

## Obra literaria y científica
- Viaje por la Patagonia (1872)
- Viaje maravilloso del señor Nic-Nac (1875); edición reimpresa de Ediciones Colihue, 2006, 241 pp. ISBN 950-56-3907-4
- La pipa de Hoffman (1876)
- Dos partidos en lucha: fantasía científica (1875); hay reedición: Buenos Aires, Corregidor (Colección Voces y Letras del Plata), 2005; introducción y selección de apéndices de Sandra Gasparini. 269 pp. ISBN 950-05-1594-6
- Sobre las especies del género Bombus halladas en la República Argentina. Anales de la Sociedad Científica Argentina. 8: 154-162. 1879
- Excursiones bonaerenses. Viajeros olvidados / Forgotten Travelers (1879). Con Juan Carlos Chebez. Editorial Albatros, 2008. 239 pp. ISBN 950-24-1222-2 en línea
- Horacio Kalibang o los autómatas (1879)
- Arácnidos de la Pampa meridional y de la Patagonia septentrional. Editor Ostwald y Martínez, 52 pp. 1881
- Viajes a las Sierras de Tandil y de la Tinta (Hymenoptera-Apidae). Actas de la Academia Nacional de Ciencias de Córdoba, 5: 118. 1884
- Resultados científicos, especialmente zoológicos y botánicos de los tres viajes llevados a cabo en 1881, 1882 y 1883 a la sierra de Tandil. Actas de la Academia de Ciencias de Córdoba (1884-1886)
- La Sierra de Curá-malal (Currumalan): informe presentado al excelentísimo señor gobernador de la provincia de Buenos Aires, Dr. Dardo Rocha. Editor Pablo E. Coni, 81 pp. 1884
- Viaje a Misiones. Bol. Academia Nacional de Ciencias. Córdoba, 10: 252-288. 1887. Reeditado como Viaje a Misiones, por Eduardo L. Holmberg. Introducción, notas, edición y apéndice de Sandra Gasparini, Paraná, Eduner-UNL, 2012. Colección El país del sauce, dirigida por Sergio Delgado.
- Flora de la República Argentina (1895)
- La bolsa de huesos, Buenos Aires (1896)
- Olimpio Pitango de Monalia: edición príncipe (1901)
- Delectus Hymenopterologicus Argentinus. Hymenopterorum Argentinorum et quorumdam observationes synonimicas, addendas, novorumque generum specierumque Descriptiones continens. Anales del Museo Nacional de Historia Natural. Buenos Aires, 9: 377-517. 1903
- Delectus hymenopterologicus Argentinus. Anales del Museo Nacional de Buenos Aires, 9 (ser. 3, vol. 2): 377-382. 1903
- Cuentos fantásticos. Editorial Edicial, Buenos Aires (1904)
- El ruiseñor y el artista
- Insomnio
- Boceto de un alma en pena
- Lin-Calél. Poema (Buenos Aires, Talleres de L. J. Rosso, 1910)
- El tipo más original (1878-1879). Hay edición en libro: El tipo más original y otras páginas, Buenos Aires, Simurg, 2001. Edición, notas y posfacio de Sandra Gasparini y Claudia Román
- Umbra
- La casa endiablada
- Botánica Elemental
- Olimpio Pitango de Monalia: edición príncipe. Biblioteca "Dimensión argentina": Serie Ediciones críticas. Edición, introducción y notas por Gioconda Marún. Edición ilustrada de Ediciones Solar, 238 pp. 1994
- Eduardo L. Holmberg: cuarenta y tres años de obras manuscritas e inéditas (1872-1915): sociedad y cultura de la Argentina moderna. Gioconda Marún, editora. Volumen 1 de El Fuego nuevo. Textos recobrados. Edición ilustrada de Iberoamericana, 393 pp. 2002, ISBN 389-3546-07-3
- Carlos Roberto Darwin. Edición reimpresa de Kessinger Publ. 136 pp. 2010, ISBN 116-64-9988-X

- La abreviatura «E.Holmb.» se emplea para indicar a Eduardo Ladislao Holmberg como autoridad en la descripción y clasificación científica de los vegetales.[1]